# Sommer-Paralympics 2016/Teilnehmer (Philippinen)
| stlisierte Goldmedaille | stlisierte Silbermedaille | stlisierte Bronzemedaille |
| ----------------------- | ------------------------- | ------------------------- |
| —                       | —                         | 1                         |

Die Philippinen schickten fünf Sportler zu den Paralympischen Sommerspielen 2016 in Rio de Janeiro (7. bis 18. September). Es war bereits die siebte Teilnahme des Landes. Fahnenträgerin der philippinischen Paralympics-Mannschaft, die sich aus zwei Frauen und drei Männern zusammensetzte, war die Tischtennisspielerin Josephine Medina, die auch als einzige Athletin ihres Landes eine Medaille gewann.

## Teilnehmer nach Sportarten

### Leichtathletik
Mit Jerrold Pete Mangliwan qualifizierten die Philippinen einen Athleten für die Leichtathletikwettbewerbe. Der Weitspringer Andy Avellana war ebenfalls qualifiziert, nahm jedoch nicht teil. Als Grund wurde angegeben, dass er keine Wildcard-Position bekommen habe.
Ergebnisse
| Athleten               | Wettbewerb | Vorlauf/Vorkampf | Vorlauf/Vorkampf | Halbfinale    | Halbfinale    | Finale        | Finale        | Rang |
| Athleten               | Wettbewerb | Zeit/Weite       | Rang             | Zeit/Weite    | Rang          | Zeit/Weite    | Rang          | Rang |
| ---------------------- | ---------- | ---------------- | ---------------- | ------------- | ------------- | ------------- | ------------- | ---- |
| Männer                 |            |                  |                  |               |               |               |               |      |
| Jerrold Pete Mangliwan | 100m T52   | 20,04 s          | 13               | ausgeschieden | ausgeschieden | ausgeschieden | ausgeschieden | 13   |
| Jerrold Pete Mangliwan | 400m T52   | 1:02,67 min      | 6                | –             | –             | 1:04,93 min   | 7             | 7    |

### Powerlifting
| Athleten                 | Wettbewerb        | Ergebnis | Rang |
| ------------------------ | ----------------- | -------- | ---- |
| Frauen                   |                   |          |      |
| Adeline Dumapong-Ancheta | Klasse über 86 kg | NVL      | –    |
| Männer                   |                   |          |      |
| Agustin Kitan            | Klasse bis 59 kg  | 145 kg   | 7    |

### Schwimmen
| Athleten      | Wettbewerb        | Vorlauf     | Vorlauf | Finale        | Finale        | Rang |
| Athleten      | Wettbewerb        | Zeit        | Rang    | Zeit          | Rang          | Rang |
| ------------- | ----------------- | ----------- | ------- | ------------- | ------------- | ---- |
| Männer        |                   |             |         |               |               |      |
| Ernie Gawilan | 100 m Freistil S8 | 1:06,64 min | 15      | ausgeschieden | ausgeschieden | 15   |
| Ernie Gawilan | 400 m Freistil S8 | 4:54,24 min | 10      | ausgeschieden | ausgeschieden | 10   |
| Ernie Gawilan | 100 m Rücken S8   | 1:19,75 min | 9       | ausgeschieden | ausgeschieden | 9    |

### Tischtennis
| Athleten         | Wettbewerb        | Gruppenphase | Gruppenphase | Gruppenphase | Gruppenphase | Halbfinale       | Halbfinale | Finale       | Finale   | Rang   |
| Athleten         | Wettbewerb        | Gegner       | Ergebnis     | Punkte       | Rang         | Gegner           | Ergebnis   | Gegner       | Ergebnis | Rang   |
| ---------------- | ----------------- | ------------ | ------------ | ------------ | ------------ | ---------------- | ---------- | ------------ | -------- | ------ |
| Frauen           |                   |              |              |              |              |                  |            |              |          |        |
| Josephine Medina | Einzel (Klasse 8) | Mao Jingdian | 0:3          | 1:1          | 2            | Thu Kamkasomphou | 0:3        | Juliane Wolf | 3:0      | Bronze |
| Josephine Medina | Einzel (Klasse 8) | Aida Dahlen  | 3:2          | 1:1          | 2            | Thu Kamkasomphou | 0:3        | Juliane Wolf | 3:0      | Bronze |